# Província de Sóc Trăng
Sóc Trăng és una província de la regió del delta del Mekong al sud del Vietnam, amb capital a la ciutat del mateix nom, Sóc Trăng. La província ocupa 3.311,9 km² i té una població de 1.289.411 habitants.

## Geografia
La província de Sóc Trăng està situada al Sud del país, aproximadament entre les latituds 9°14'N i 9°56'N i les longituds 105°34'E i 106°18'E. Llinda amb el Mar de la Xina Meridional al Sud-Est, el Riu Hau (Sông Hậu) que la separa de la província de Trà Vihn al Nord-Est, la província de Hậu Giang al Nord-Oest i la província de Bạc Liêu al Sud-Oest.
La província té 72 km de costa amb el Mar de la Xina Meridional i dos rius, el Riu Hau al límit Nord-Est i el Riu Mỹ Thanh que discorre d'Est a Oest al Sud de la capital de província, la ciutat de Sóc Trăng. La major part de la seva superfície (aproximadament un 82%) està dedicada a l'ús agrícola un 6% aproximadament a usos especials, un 3% aproximadament són boscos i menys del 2% té us per a habitatges.
El terreny es molt pla, amb altures que varien entre els 0,4m i els 1,5m trobant.se les zones més altes a la banda est i les mes baixes cap a l'interior i l'Oest.

## Divisions administratives
La provincia de Sóc Trăng està dividida en 11 unitats administratives de primer nivell consistents en 1 ciutat, 2 municipis i 8 districtes administratius. Aquestes a la vegada es divideixen en municipis (en vietnamita xã), comunes (thị trấn) i en el cas de Sóc Trăng, la capital de província, i Ngã Năm, també en districtes o barris (phường en vietnamita). Les 11 unitats administratives son:
- Sóc Trăng (ciutat, Thành phố)
- Ngã Năm (municipi, Thị xã)
- Vĩnh Châu (municipi, Thị xã)
- Châu Thành (districte, Huyện)
- Cù Lao Dung (districte, Huyện)
- Long Phú (districte, Huyện)
- Kế Sách (districte, Huyện)
- Mỹ Tú (districte, Huyện)
- Mỹ Xuyên (districte, Huyện)
- Thạnh Trị (districte, Huyện)
- Trần Đề (districte, Huyện)

De 1976 a 1991 l'àrea de l'actual Sóc Trăng formava part de la província de l'antiga província de Hậu Giang, que al 1991 va ser dividida en les de Sóc Trăng i Can Tho.